# Giuseppe Lauricella
Giuseppe Lauricella (* 15. Dezember 1867 in Agrigent; † 9. Januar 1913 in Catania) war ein italienischer Mathematiker, der sich mit Analysis befasste.
Lauricella studierte in Pisa bei Luigi Bianchi, Ulisse Dini und Vito Volterra mit dem Abschluss 1892. Danach war er ein Jahr Assistent in Pisa und unterrichtete an technischen Instituten. 1898 wurde er nach einem Wettbewerb Professor für Analysis an der Universität Catania. 1910 ging er nach Rom, kehrte aber schon nach einem Jahr nach Catania zurück. Er starb an Scharlach, das er sich bei der Pflege seines kranken Kindes holte.
Er befasste sich mit Analysis (harmonische Analysis, Potentialtheorie, Integralgleichungen und Integro-Differentialgleichungen) und Anwendungen in der Physik (Elastizitätstheorie). Er ist heute für eine notwendige und hinreichende Bedingung für die Geschlossenheit eines Systems von Orthogonalfunktionen bekannt (Satz von Lauricella). Von ihm studierte hypergeometrische Reihen in drei Variablen sind nach ihm benannt. Etwa gleichzeitig studierte auch Paul Appell in Frankreich hypergeometrische Reihen in mehreren Variablen.
Er war korrespondierendes Mitglied der Accademia dei Lincei (1907).